# Ermita de Sant Roc (Culla)
L'Ermita de Sant Roc de Culla, a la comarca de l'Alt Maestrat, és una ermita, que està ubicada a l'anomenat Paratge de Sant Roc, a la sortida de l'esmentada localitat, a la carretera CV-166 direcció Benassal.
Està datada al segle xvi, entre 1562 - 1574, i al costat d'ella es pot contemplar una creu de pedra.
Està catalogada com Bé Immoble de Rellevància Local, amb codi d'identificació 12.02.051-007, segons consta a la Direcció General de Patrimoni Artístic de la Generalitat Valenciana.

## Descripció historicoartística
Tot i que no va patir moltes remodelacions amb el pas del temps, quan va arribar la Guerra Civil Espanyola va passar a convertir-se en garatge de camions, per a això va ser necessari ampliar la porta d'accés, encegant la porta d'accés del lateral. Més tard es va procedir a la seua rehabilitació en 1984, tornant-se a convertir la gran porta d'accés de camions en una finestra enreixada, i obrint-se novament l'accés lateral originari.
És un edifici sobri i d'aspecte vetust. De planta rectangular, allargada, una sola nau i amb coberta a dues aigües acabada en teula. Presenta uns robustos contraforts als laterals, al costat dret i entre dos d'ells és on es troba la porta d'accés lateral.
El temple presenta una espadanya sobre el frontispici, amb una campana i una creu de forja com a remat. Té una petita sagristia a la capçalera, a la part esquerra, la qual comunica amb el presbiteri.
Respecte a l'interior, la seua planta rectangular de 15 metres de llarg i 7 metres d'ample, no té ni capelles, ni altars laterals. La coberta presenta un enteixinat de fusta, suportada per tres arcs de mig punt, recolzats en pilastres que divideixen la nau en quatre trams. Aquest enteixinat ser restaurat per la Fundació de la Comunitat Valenciana La Llum de les Imatges, la qual va ser creada l'any 1999, per iniciativa de la Generalitat Valenciana amb l'objectiu de recuperar, intervenir i difondre el patrimoni històric-artístic valencià; per poder ser exposat durant les exposicions que aquesta fundació tenia previst realitzar des del 12 de desembre de 2013 fins al mes de novembre de 2014, al llarg d'unes poblacions de l'Alt Maestrat, entre elles Catí i Culla, i que tenia el nom de Pulchra Magistri.
El presbiteri, presenta al costat dret una tronera doble esqueixada que dona il·luminació, permetent contemplar el modern retaule de l'altar, obra d'Amat Bellés, representant al sant que dona nom a l'ermita.
Els pocs tresors artístics que aquesta ermita conservava, van ser traslladats a l'església de Culla, destacant el tríptic del segle xvi amb la Sagrada Família, Sant Francesc i Sant Vicent Ferrer.
L'ermita és escenari de la festivitat de Sant Roc, que se celebra el 16 d'agost. Es porta a terme una romeria a l'ermita i s'oficia una missa. L'ermita és també el lloc on es beneeixen els rams que s'empren per als actes del Diumenge de Rams, iniciant-se en ella la processó de Rams fins a l'església parroquial.